# Mereni (Covasna)
Mereni é uma comuna romena localizada no distrito de Covasna, na região histórica da Transilvânia. A comuna possui uma área de 49.00 km² e sua população era de 1330 habitantes segundo o censo de 2007.